# Nojonski mir
Nojonski mir je mirovna pogodba, ki sta jo 13. avgusta 1516 podpisala Karel I. Španski (bodoči cesar Karel V.), in Franc I. Francoski v Nojoni, v Burgundiji (danes Noyon, severna Francija). S pogodbo se je končala tretja italijanska vojna (1508-1515). Spodbujal ga je papež Leon X. (Medičejski) kot dogovor med najmočnejšima silama 16. stoletja: Francijo in nemško-španskim cesarstvom.